# Josefin Asplund
Pour les articles homonymes, voir Asplund.
Josefin Asplund est une actrice suédoise, née le 15 octobre 1991. 
Elle est connue pour son rôle de Pernilla Blomkvist dans Millénium : Les Hommes qui n'aimaient pas les femmes,, pour tenir un des rôles principaux dans le film The Circle, chapitre 1 : les élues, adapté du roman suédois éponyme, et plus récemment pour celui d'Astrid, la compagne de Lagertha, dans la série Vikings.

## Biographie
Asplund se forme au Södra Latin de Stockholm de 2007 à 2010. Elle prend également des cours à l'école de théâtre Calle Flygares en 2009.

## Filmographie

### Cinéma

#### Longs métrages
- 2011 : Millénium : Les Hommes qui n'aimaient pas les femmes de David Fincher : Pernilla Blomkvist
- 2012 : Call Girl (en) de Mikael Marcimain : Pernilla Blomkvist
- 2015 : The Circle, chapitre 1 : les élues de Levan Akin : Rebecka Mohlin

#### Courts métrages
- 2013 : Piska en matta : Caroline
- 2016 : Stödgruppen : Felicia

### Télévision

#### Séries télévisées
- 2015 : Arne Dahl: Efterskalv : Molly
- 2016 : Vikings : Astrid (saisons 4 et 5)
- 2019 : Sanctuary
- 2024 : Twilight of the Gods : Fenja (voix - saison 1, épisode 1)

## Voix françaises
- Maïa Michaud dans Millénium : Les Hommes qui n'aimaient pas les femmes
- Déborah Perret dans Vikings (série télévisée)